# Ба-бу-сю!
«Ба-бу-сю!» (рос. Ба-буш-ка!) — радянський анімаційний фільм 1982 року Творчого об'єднання художньої мультиплікації студії Київнаукфільм, режисер — Олена Баринова.

## Сюжет
Бабуся любить свого маленького онука. Вона намагається оберігати його від усіх негараздів і невдач, а онук радісно користується її теплими почуттями, не бажаючи самостійно вирішувати виниклі проблеми. Саме ті моменти, які повинні були сформувати у хлопчика твердий характер, складалися лише у комічні для оточуючих ситуації.

## Над фільмом працювали
- Автори сценарію: В. Винницький, Ю. Шмалько;
- Режисер: Олена Баринова;
- Художник-постановник: Наталя Чернишова;
- Композитор: Володимир Бистряков;
- Оператор: Анатолій Гаврилов;
- Звукооператор: Віктор Груздєв;
- Художники-мультиплікатори: Ігор Бородавко, Олександр Лавров, Михайло Титов, Наталя Марченкова, Володимир Врублевський, Ігор Ковальов;
- Редактор: Світлана Куценко;
- Директор картини: Іван Мазепа.